# Eleoncio Mercedes
Eleoncio Mercedes (* 12. September 1957 in La Ramona, Dominikanische Republik; † 22. Dezember 1985 ebenda) war ein dominikanischer Boxer im Fliegengewicht.

## Profikarriere
Im Jahr 1978 begann er erfolgreich seine Profikarriere. Am 6. November 1982 boxte er gegen Freddy Castillo um die WBC-Weltmeisterschaft und gewann durch geteilte Punktrichterentscheidung. Diesen Gürtel verlor er allerdings bereits in seiner ersten Titelverteidigung an Charlie Magri im März des darauffolgenden Jahres durch Knockout. 
1985 kam er gewaltsam zu Tode, als er nach einem Verkehrsunfall in eine Auseinandersetzung mit einem Polizisten geriet. Mercedes soll dabei eine Waffe gezogen haben, woraufhin ihn der Polizist erschoss. 